# Austin K2
| Austin K2           |                                     |
| Austin K2/Y         |                                     |
| Fabricante          | Austin Motor Company                |
| Tipo                | Ambulancia militar                  |
| Producción          | Segunda Guerra Mundial              |
| Unidades producidas | 13.000                              |
| Motor               | de 6 cilindros 3.462 cc de gasolina |
| Potencia            | 60 CV a 3000 r. p. m.               |
| Velocidad máxima    | 80 km/h                             |
| Longitud            | 5490 mm                             |
| Anchura             | 2210 mm                             |
| Altura              | 2790 mm                             |
| Tripulación         | de 2 a 3 personas                   |
| Peso                | 3124 kg                             |
| Diseñador           | Mann Egerton                        |

El Austin K2/Y era una ambulancia militar construida por la empresa británica Austin Motor Company para su uso durante la Segunda Guerra Mundial. Este vehículo fue introducido en 1939 y permaneció en producción hasta 1945.
El K2/Y fue la ambulancia pesada británica más común durante la Segunda Guerra Mundial; conocida como "Katie". Fue utilizada en todos los servicios. Podía  acomodar cuatro camillas u ocho pacientes sentados. 
El cuerpo, conocido como el n.º 2 Mk I / L, fue desarrollado por el Royal Army Medical Corps y producida por Mann Egerton. La combinación de camión/cuerpo fue utilizada ocasionalmente como furgón para otras funciones.
Más de 13.000 unidades fueron producidas en la factoría Austin de Longbridge, donde la producción fue casi continua desde 1940 hasta que terminó la guerra.
Esta ambulancia era la “estrella” de la película Ice-Cold in Alex producida en 1958 por John Mills.
El diseño de esta ambulancia fue muy popular tanto en Gran Bretaña, como en los países de la Commonwealth y Estados Unidos